# Алжир на Светском првенству у атлетици у дворани 2010.
Алжир је учествовао на Светском првенству у атлетици у дворани 2010. одржаном у Дохи од 12. до 14. марта дванаести пут. Репрезентацију Алжира представљао је један атлетичар, који се такмичио у скуку удаљ.
Представник Алжира није освојио ниједну медаљу, али је поставио нови национални рекорд.

## Резултати

### Мушкарци
| Атлетичар | Дисциплина | Лични рекорд | Квалификације | Квалификације | Финале               | Финале       | Детаљи |
| Атлетичар | Дисциплина | Лични рекорд | Резултат      | Место         | Резултат             | Место        | Детаљи |
| --------- | ---------- | ------------ | ------------- | ------------- | -------------------- | ------------ | ------ |
| Исам Нима | скок удаљ  | 7,84 НР      | 7,88 НР       | 4. у гр. А    | Није се квалификовао | 9. / 26 (27) |        |